# Cochlespira radiata
Cochlespira radiata is een slakkensoort uit de familie van de Cochlespiridae. De wetenschappelijke naam van de soort is voor het eerst geldig gepubliceerd in 1889 door William Healey Dall.